# Thanatophilus sagax
Thanatophilus sagax es una especie de escarabajo carroñero del género Thanatophilus, categorizada en la tribu Silphini, de la subfamilia Silphinae. Fue descrita por Mannerheim en 1853.

## Distribución
Se distribuye por América del Norte: Canadá (Manitoba, Yukón) y Estados Unidos de América (Alaska, California, Míchigan y Dakota del Norte).